# Microperla
Microperla is een geslacht van steenvliegen uit de familie Peltoperlidae. De wetenschappelijke naam van het geslacht is voor het eerst geldig gepubliceerd in 1928 door Chu.

## Soorten
Microperla omvat de volgende soorten:
- Microperla brevicauda Kawai, 1958
- Microperla geei Chu, 1928
- Microperla retroloba Wu, 1937